# Ludovico Sforza

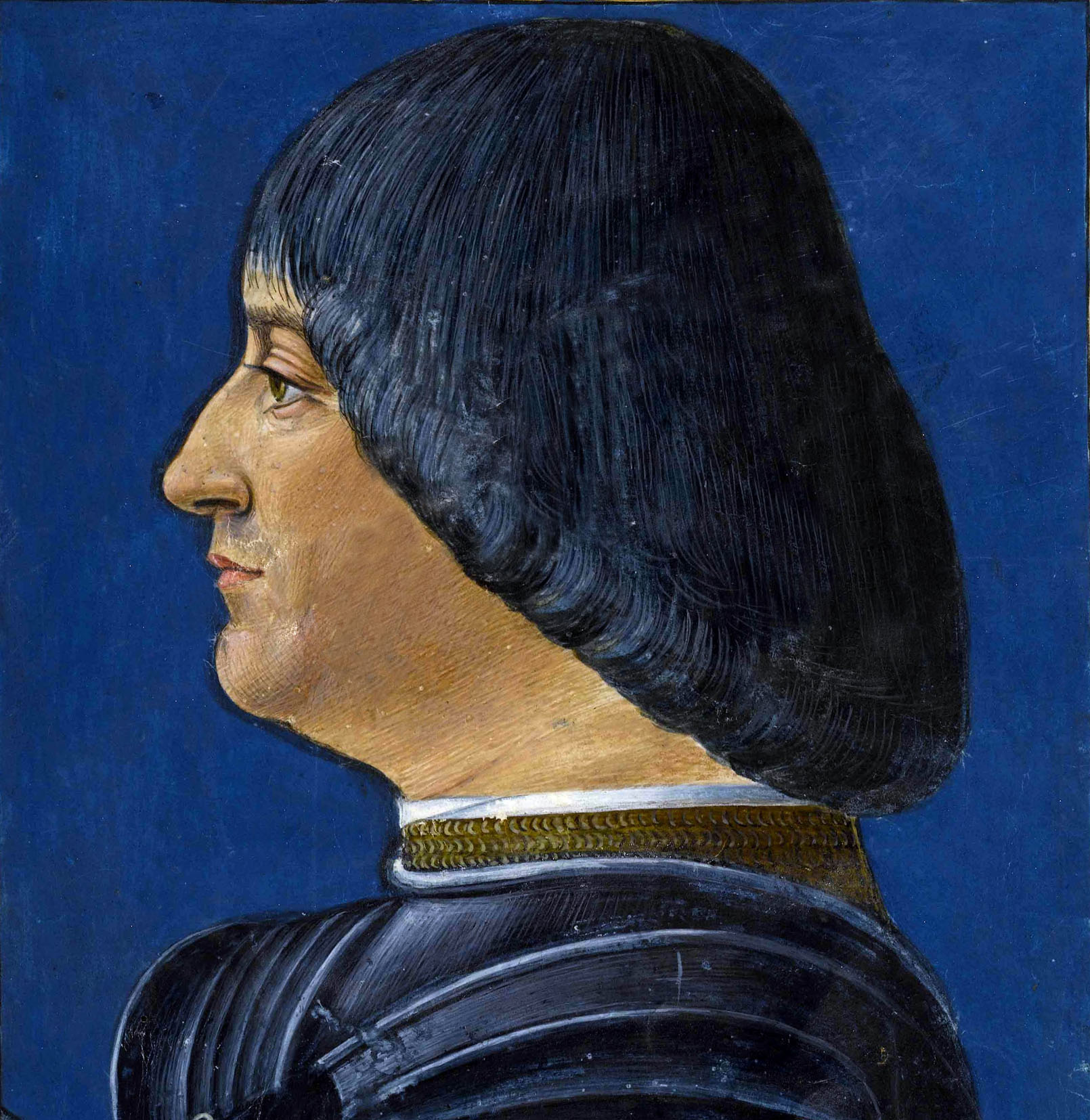
Ludovico Sforza, miniatuur van Juan Ambrogio de Predis

Ludovico Sforza de Moor (Vigevano, 27 juli 1452 – Loches, 27 mei 1508) was een telg uit het geslacht der Sforza's, dat na de Visconti-familie de macht in handen had in Milaan. Hij was de zoon van Francesco Sforza, en is bekend geworden als de hertog van Milaan en als mecenas van onder andere Leonardo da Vinci. Hij kreeg de bijnaam de Moor (il Moro) vanwege zijn donkere huidskleur.
In 1476 werd Ludovico's oudere broer Galeazzo Maria Sforza vermoord, waarop de hertogszetel toekwam aan hun zeven jaar oude neefje, Gian Galeazzo Sforza. Tijdens diens minderjarigheid greep Ludovico de macht. 
In 1491 trouwde hij met Beatrice d'Este, een van de begaafde dochters van de hertog van Ferrara. 
Gian Galeazzo stierf in 1494, zodat Ludovico de officiële hertog van Milaan werd op 22 oktober. In datzelfde jaar nog spoorde hij koning Karel VIII van Frankrijk en keizer Maximiliaan I aan om zich met de Italiaanse politiek te bemoeien, waarmee hij de Italiaanse Oorlogen in gang zette. (Zie Italiaanse Oorlog (1494-1498))
Ludovico sloot zich aan bij Maximiliaan I, en gaf hem zijn nicht Bianca Sforza als vrouw. In ruil hiervoor investeerde de keizer grote sommen geld in het Milanese hertogdom. De Fransen werden in 1495 bij de Slag bij Fornovo verslagen, maar Ludovico werd in 1499 door Lodewijk XII van Frankrijk uit Milaan verdreven. Hij werd hersteld als hertog door Zwitserland in 1500, maar kort daarop door hen uitgeleverd aan Frankrijk. Hij stierf als politiek gevangene in Loches.
Van 1482 tot aan de verdrijving van Ludovico uit Milaan verbleef Leonardo da Vinci aan zijn hof. Zijn belangrijkste taak was het maken van een ruiterbeeld in nagedachtenis van Ludovico's vader, maar hij hield zich ook bezig met het organiseren van feesten als Het Festival van het Paradijs.
Citaat: "Paus Alexander is mijn kapelaan, keizer Maximiliaan mijn legeraanvoerder, Venetië is mijn kamerheer en de koning van Frankrijk is mijn loopjongen, die moet komen en gaan wanneer ik dat zeg."

## Kinderen
- Massimiliano Sforza (1493-1530), hertog van Milaan 1512-1515
- Francesco II Sforza (1495-1535), hertog van Milaan 1521-1535